# Grete Scheuer
Margereta „Grete“ Rosina Scheuer (* 6. Juni 1900 in Thörl bei Aflenz; † 23. Februar 1988 in Graz) war eine österreichische Schriftstellerin.

## Leben
Grete Scheuer wurde am 6. Juni 1900 als Tochter des Doktors der Medizin Rudolf Ritter von Scheuer (* 26. März 1871 in Graz) und dessen Ehefrau Daniela „Ella“ (geborene Feuerlöscher; * 24. Oktober 1874 in Villach; † 15. September 1957 in Graz), Tochter des Fabriksbesitzers David Feuerlöscher, in Thörl bei Aflenz geboren und am 7. Juni auf den Namen Margereta Rosina getauft. Ihr Vater war zu dieser Zeit Werksarzt in Thörl. Die Eltern hatten am 21. November 1895 in der Grazer Herz-Jesu-Kirche geheiratet.
Die Kindheit verbrachte sie in ihrem Geburtsort. Im Alter von zwölf Jahren kam sie mit der Literatur in Kontakt und korrespondierte als Vierzehnjährige mit der oberösterreichischen Schriftstellerin Enrica von Handel-Mazzetti.
Am 25. März 1924 heiratete sie in Aflenz den promovierten Kunsthistoriker Karl Jakob Otto Garzarolli-Thurnlackh (* 25. September 1894 in Prag; † 11. September 1964 in Wien), der zum Zeitpunkt der Heirat Museumsvorstand des Landeskupferstichkabinetts in Graz war.
Sie arbeitete ab 1931 als Journalistin und Schriftstellerin in Berlin. Am 1. Dezember 1932 trat sie der NSDAP bei (Mitgliedsnummer 1.400.329), wurde allerdings März 1933 als unbekannt verzogen gestrichen, noch 1945 eingeleitete Ermittlungen, ob es zu einer abgeschlossenen Mitgliedschaft kam, fanden kein Ergebnis mehr. 1933 erschien Grete Scheuers erster Roman Filmkomparsin Maria Weidmann im Rowohlt-Verlag. 1938 erfolgte der Umzug nach Wien, wo sie bis zum Ende des Zweiten Weltkrieges wohnte. In der österreichischen Hauptstadt entstand das Buch Die lange Nacht über ihre Erlebnisse im Luftschutzkeller.
Zwei Jahre nach Kriegsende (1947) übersiedelte die Schriftstellerin nach Graz und blieb dort bis an ihr Lebensende wohnhaft.
Grete Scheuer verstarb in der Nacht vom 22. auf den 23. Februar 1988 an einem Hirnschlag. Sie wurde am 1. März 1988 in ihrem Heimatort Aflenz beigesetzt.

## Werk (Auswahl)
- 1933: Filmkomparsin Maria Weidmann
- 1946: Die lange Nacht
- 1956: Jünger des Prometheus
- 1967: Kirschbaum (Gedichtzyklus)
- 1972: Fahrt im Dunkel

## Preise und Auszeichnungen
- 1956: Lyrikpreis der Stadt Graz
- 1971: Privat-Rosegger-Ehrenpreis
- 1979: Literaturpreis des Landes Steiermark